# Presidente del Consejo de Administración
El Presidente del Consejo de Administración (o PCA) es una persona elegida por los miembros del consejo de administración de una sociedad anónima (S.A.) o empresa de jerarquía equivalente. Tiene la responsabilidad de la dirección general de la sociedad y puede asistir al director general o a diferentes directores generales, quienes por lo general han sido nombrados bajo la recomendación del propio Consejo de administración.
En caso de que este cargo no tenga la asistencia de un director general, el presidente usualmente es entonces llamado presidente-director general (o PDG).
Las asociaciones civiles y cooperativas, también eligen presidente de consejo de administración, que representan a la organización, sin embargo tanto el presidente de consejo de administración y el consejo de administración están sometidos a la asamblea general de socios.

## Francia
En Francia, el presidente del Consejo de Administración (por lo general abreviado PCA), constituye un órgano social distinto del cargo de director general y también distinto del Consejo de administración.
Su rol es limitado, pues en ciertas circunstancias representa del Consejo de administración, así como organiza y dirige los trabajos de dicho consejo, sirviendo también de nexo o portavoz frente a la Asamblea general. Además, debe propender al buen funcionamiento de los órganos sociales, velando porque los administradores se encuentren en medida de cumplir sus respectivas misiones (artículo L225-51 del Código de comercio).
Cuando se acumulan las funciones de PCA (presidente del Consejo de administración) y DG (director general), es que con frecuencia se hace uso de la sigla PDG (presidente-director general).

## Reino Unido
En el Reino Unido, y en general en todo el mundo anglosajón, como equivalentes por lo general se utilizan las denominaciones Chairman o Chair. Por su parte, la denominación de Chief Executive Officer o CEO está reservada y asociada al cargo de director general.